# Dobra (gromada w powiecie oleśnickim)
Dobra – dawna gromada, czyli najmniejsza jednostka podziału terytorialnego Polskiej Rzeczypospolitej Ludowej w latach 1954–1972.
Gromady, z gromadzkimi radami narodowymi (GRN) jako organami władzy najniższego stopnia na wsi, funkcjonowały od reformy reorganizującej administrację wiejską przeprowadzonej jesienią 1954 do momentu ich zniesienia z dniem 1 stycznia 1973, tym samym wypierając organizację gminną w latach 1954–1972.
Gromadę Dobra z siedzibą GRN w Dobrej utworzono – jako jedną z 8759 gromad na obszarze Polski – w powiecie oleśnickim w woj. wrocławskim, na mocy uchwały nr 23/54 WRN we Wrocławiu z dnia 2 października 1954. W skład jednostki weszły obszary dotychczasowych gromad Dobra, Dobrzeń i Jenkowice ze zniesionej gminy Jenkowice w tymże powiecie. Dla gromady ustalono 14 członków gromadzkiej rady narodowej.
1 stycznia 1960 do gromady Dobra włączono wsie Januszkowice, Jaksonowice, Kępa i Michałowice ze zniesionej gromady Januszkowice w tymże powiecie.
1 stycznia 1972 gromadę zniesiono, a jej obszar włączono do gromad: Dobroszyce (wsie Dobra, Dobrzeń i Jenkowice) i Długołęka (wsie Januszkowice, Jaksonowice, Kępa i Michałowice) w tymże powiecie.